# Телль-эд-Даман
Телль-эд-Даман (араб. تل الضمان‎), также известен как Телль-Дамман — деревня на северо-западе Сирии, расположенная на территории мухафазы Халеб. Входит в состав района Джебель-Семъан. Является административным центром одноимённой нахии.

## Географическое положение
Деревня находится в юго-западной части мухафазы, на высоте 283 метров над уровнем моря.

Телль-эд-Даман расположен на расстоянии приблизительно 38 километров к юго-юго-востоку (SSE) от Алеппо, административного центра провинции и на расстоянии 264 километров к северо-северо-востоку (NNE) от Дамаска, столицы страны.

## Население
По данным официальной переписи 2004 года численность населения деревни составляла 872 человек (445 мужчин и 427 женщин).

## Транспорт
Ближайший гражданский аэропорт — Международный аэропорт Алеппо.